# Sciapus bicalcaratus
Sciapus bicalcaratus är en tvåvingeart som beskrevs av Octave Parent 1933. Sciapus bicalcaratus ingår i släktet Sciapus och familjen styltflugor. Inga underarter finns listade i Catalogue of Life.